# Lepistemon lobatum
Lepistemon lobatum är en vindeväxtart som beskrevs av Pilger. Lepistemon lobatum ingår i släktet Lepistemon och familjen vindeväxter. Inga underarter finns listade i Catalogue of Life.